# Фірхілл
«Фірхілл» (англ. Firhill Stadium) — футбольний стадіон в Глазго, Шотландія, домашня арена ФК «Партік Тісл».
В різний час на стадіоні домашні матчі грали також футбольні клуби «Гамільтон Академікал» та «Клайд».